# Eberhard-Louis de Wurtemberg
Pour les articles homonymes, voir Eberhard de Wurtemberg (homonymie).

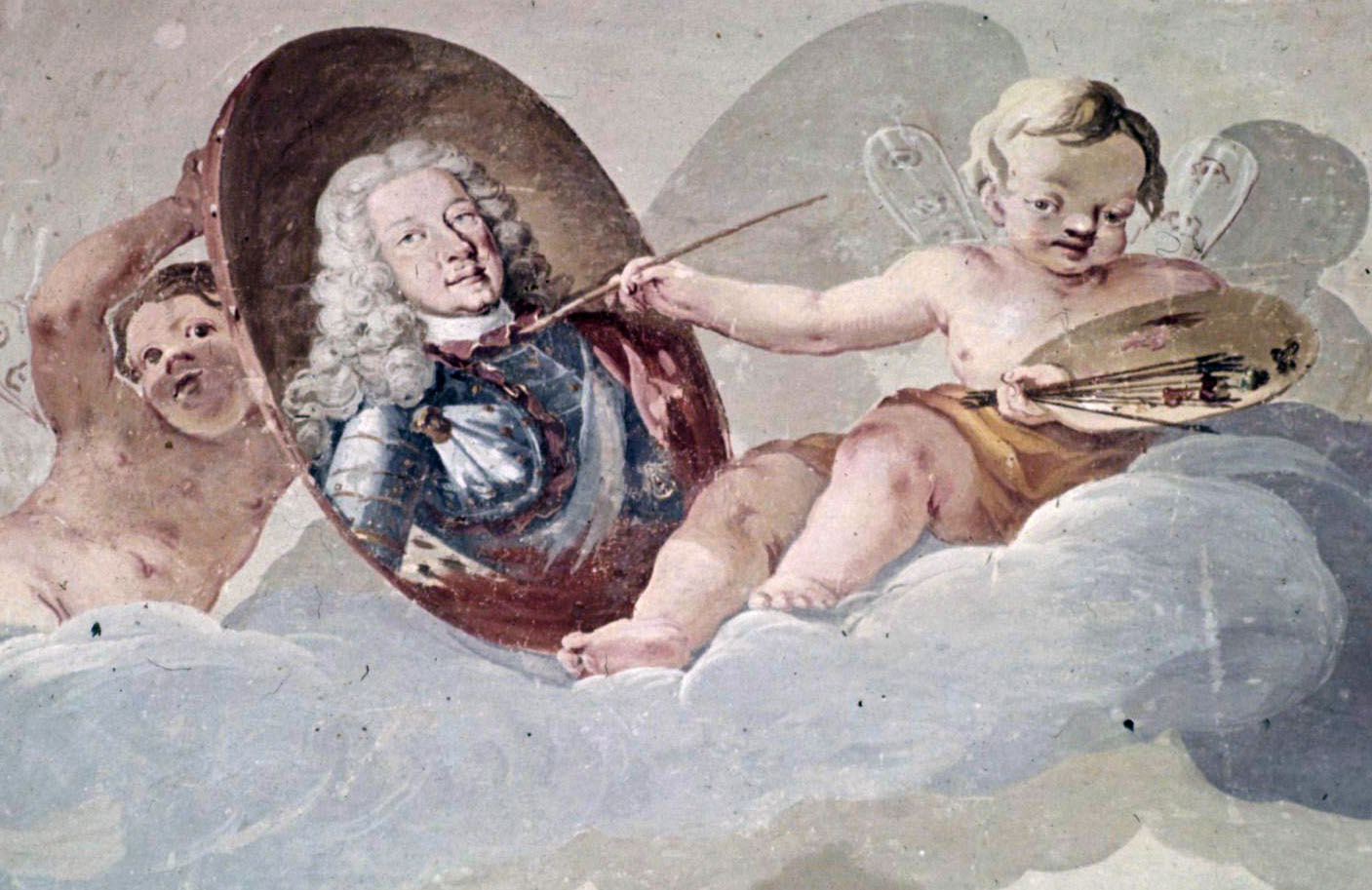
Portrait du Duc Eberhard-Louis, d'après Luca Antonio Colombo en 1711

Le duc Eberhard-Louis de Wurtemberg, ou Eberhard X de Wurtemberg, né le 19 septembre 1676 à Stuttgart, mort le 31 octobre 1733 à Ludwigsburg (Allemagne), est le quatrième duc de Wurtemberg de 1677 à 1733.

## Biographie

### Début du règne
Eberhard-Louis, né en 1676 à Stuttgart, est le fils aîné et le troisième des quatre enfants du duc Guillaume-Louis de Wurtemberg et de Madeleine-Sibylle de Hesse-Darmstadt.
Après le décès inattendu de son père le 23 juin 1677, alors qu'il est âgé de neuf mois, la régence est dévolue à son oncle Frédéric-Charles de Wurtemberg-Winnental, qui sert activement l'empereur contre la France et prend soin de son éducation.
Dès sa majorité (16 ans) l'empereur Léopold Ier l'invite et l'incite à la charge des affaires du gouvernement (1693). Le jeune duc ne montre aucun intérêt pour cette nouvelle tâche. Décrit comme superficiel et soumis par ses contemporains, il préfère la chasse, et laisse l'administration de son pays entre les mains de ses conseillers.
Le 16 mai 1697, il épouse à Bâle, Jeanne-Élisabeth de Bade-Durlach (1680-1757), fille du margrave Frédéric VII Magnus de Bade-Durlach et de Augusta-Marie de Holstein-Gottorp. Passionné par les armes et les uniformes, il commence une carrière militaire brillante qui le conduit à la participation de la bataille de Höchstädt en 1704. S'étant vaillamment battu, il est nommé commandant en chef des armées du Rhin. En 1707, il devient maréchal impérial en chef des troupes souabes lors d'une bataille de la guerre de Succession d'Espagne. Il est ensuite employé en Hongrie contre les Turcs et en Italie contre l'Espagne.

### La résidence de Ludwigsburg

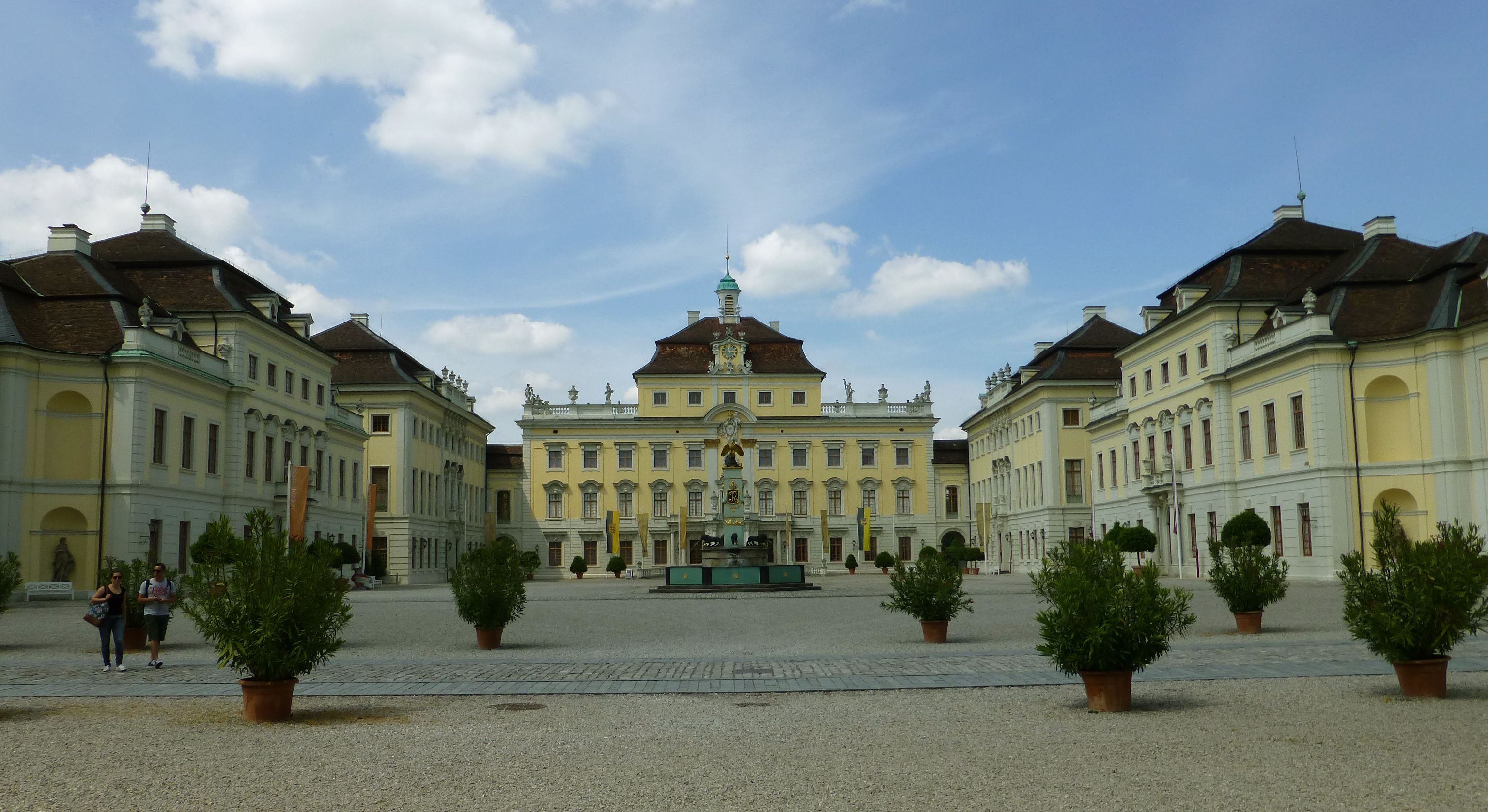
L'ancien corps-de-Logis construit entre 1704 et 1733

Peu avant 1700, il visite le palais de Versailles (France) du roi Louis XIV, et impressionné par cette splendeur, il projette la construction d'un château digne de la famille des Wurtemberg. Il augmente les impôts et pose, le 7 mai 1704, la première pierre de sa nouvelle résidence de Ludwigsbourg. Pour compenser et indemniser les efforts des travailleurs embauchés sur le site, il exempte d'impôts pendant 15 ans ceux qui demeurent à proximité. La ville de Ludwigsbourg se développera plus tard, à partir de 1711, et surtout 1718, lorsqu'il en fera sa résidence principale.

### Arrivée à Montbéliard
Le 18 juillet 1723, Eberhard-Louis succède à Léopold-Eberhard de Wurtemberg comme comte de Montbéliard. Le magistrat urbain se félicite de cette venue et s'efforce de donner la meilleure image de la cité à l'égard du souverain. C'est aussi l'occasion pour le magistrat (corps municipal) de pouvoir faire part au prince de ses préoccupations, et d'obtenir son soutien et diverses libéralités. Le duc Eberhard-Louis séjourne six semaines à Montbéliard ; le 2 août, il reçoit officiellement le serment de fidélité des habitants et celui des campagnes environnantes par le biais de leurs représentants. Il met à profit son séjour pour se faire présenter les comptes détaillés de la situation du pays, et nomme le comte de Graevenitz gouverneur de la principauté. Éloigner le comte de Grävenitz du Wurtemberg permettait aussi au duc Eberhard-Louis, de mener plus facilement la liaison qu'il avait entamé avec Wilhelmine, l'épouse du comte.
Une de ses premières mesures est de mettre sous séquestre les biens donnés par Léopold-Eberhard à ses enfants naturels, quelques années auparavant. Il fait défense aux fermiers d'acquitter le produit de leurs baux au profit de sa descendance illégitime, sous peine de fortes amendes ; ces redevances devaient revenir au domaine du comté. En conséquence de quoi, les comtes de Coligny sont dépossédés de leurs biens ; le tout est versé au profit du prince. Lors de son investiture, le duc s'était aussi engagé à décharger les habitants des impôts dont Léopold les avait accablés. Dans le comté de Montbéliard et la terre d'Étobon qui lui était rattachée, il rétablit la population dans les avantages dont elle avait été privée, et réduisit les corvées et les redevances seigneuriales au taux où elles étaient sous le règne du comte Georges II.
Les spoliations de Léopold-Eberhard laissaient bien des stigmates ; le nouveau prince fit savoir à tous ceux qui pensaient avoir été dépouillés de terres ou de biens pendant le règne de feu Léopold qu'ils pouvaient se pourvoir en justice, dès lors que leurs doléances étaient fondées. Indéniablement, le pays était dévolu d'un bon prince. A contrario, le gouvernement français, qui s'était saisi des Quatre Terres lors des règnes précédents, maintint ses enfants illégitimes dans les domaines et pensions que le roi leur avait consentis.
Le prince rétablit aussi la discipline dans l'Église. Il publia un supplément à l'ordonnance ecclésiastique de 1559 et fit veiller par son Conseil de Régence à son application. Il apporta de nouvelles modifications au fonctionnement des écoles : Pour « l'École latine » (il s'agissait de l'instruction élémentaire), Je veux, dit-il, lui adjoindre un "gymnase" (en allemand : collège) afin que la jeunesse puisse mieux s'instruire et ainsi, être en état d'accéder aux diverses académies... Il donna sa ferme de la Souaberie à la ville pour la convertir en collège. Il interdit aux communautés rurales de congédier leurs instituteurs sans y être autorisées. Les pasteurs, gardiens de cette mesure, devaient entreprendre des visites régulières dans les écoles de leurs paroisses, et les parents doivent impérativement y envoyer leur progéniture.

### Descendance
De son mariage avec Jeanne-Élisabeth de Bade-Durlach, fille de Frédéric VII, margrave de Bade-Durlach, il eut un fils unique:
- Frédéric-Louis de Wurtemberg (1698-1731). En 1716 il épouse Henriette-Marie de Brandebourg-Schwedt, issue de la maison de Hohenzollern[5].

### Mort et succession
Eberhard-Louis meurt à Ludwigsbourg, le 31 octobre 1733, regretté des habitants de la principauté de Montbéliard[réf. nécessaire]. Ses États passèrent à son cousin Charles-Alexandre de Wurtemberg, converti au catholicisme.